# Aramís
Aramís är en mexikansk fribrottare inom lucha libre från Coacalco de Berriozábal i delstaten Mexiko. Han brottas sedan 2018 i det största förbundet i Mexiko Lucha Libre AAA Worldwide (AAA) Aramís brottas som många andra mexikanska fribrottare under en fribrottningsmask enligt Lucha libre traditioner. Hans riktiga identitet är inte känd av allmänheten.

## Karriär
Aramís grundade år 2015 gruppen Los Kamikazes del Aire tillsammans med Iron Kid och Alas de Acero. Gruppen har även innehållit Bandido medan Iron Kid var på exkursion i Macau i ett år och haft stora framgångar i IWRG och den oberoende fribrottningsscenen i Mexiko.
2018 började han att brottas i Lucha Libre AAA Worldwide men under ett fritt kontrakt där han tillåts att frilansa och har således uppträtt i mängder av andra förbund och events i Mexiko och USA och är ett av de absolut största namnen på den oberoende scenen. I Mexiko har han brottats i International Wrestling Revolution Group, Lucha Memes, MexaWrestling med flera och i USA har han brottats i Pro Wrestling Guerilla och deltagit i deras prestigefyllda turnering Battle of Los Angeles år 2019.

## Titlar och utmärkelser
- International Wrestling Revolution Group
  - IWRG Intercontinental Tag Team Championship (1 gång, nuvarande) – med Imposible[5]
  - IWRG Rey del Aire (turnering, 2018)[6]
- Lucha Memes / MexaWrestling
  - Battle of Naucalpan (turnering, 2019)[7]
- Profesionales de Lucha Libre Mexicana
  - Nuevos Valore (turnering, 2010)[8]
- Promociones Cara Lucha
  - Bestiario I tournament (2015)[9]

## Luchas de Apuestasfacit
| Vinnare (insats) | Förlorare (insats)  | Stad                                | Event       | Datum           | Noter        |
| ---------------- | ------------------- | ----------------------------------- | ----------- | --------------- | ------------ |
| Aramís (mask)    | Agora (hår)         | Coacalco, Mexiko (delstat)          | PROLLM      | 20 maj 2012     | [ 10 ]       |
| Aramís (mask)    | Dragon Negro (mask) | Coacalco, Mexiko (delstat)          | PROLLM      | 30 juni 2013    | [ 11 ]       |
| Aramís (mask)    | Madison Kid (år)    | Naucalpan de Juárez, Mexiko delstat | IWRG        | 6 april 2016    | [ 12 ] [ a ] |
| Aramís (mask)    | Eterno (hår)        | Coacalco, Mexiko (delstat)          | Lucha Memes | 21 oktober 2018 | [ 13 ]       |